# 26. honvedski pehotni polk (Avstro-Ogrska)
Za druge 26. polke glejte 26. polk.
26. honvedski pehotni polk (izvirno nemško k.u. Landwehr Infanterie Regiment Nr. 26; dobesedno slovensko: Cesarsko-madžarski honvedski pehotni polk št. 26) je bil pehotni polk avstro-ogrskega Honveda.

## Zgodovina
Polk je bil ustanovljen leta 1886.

### Prva svetovna vojna
Polkovna narodnostna sestava leta 1914 je bila sledeča: 97% Srbo-Hrvatov in 3% drugih.

## Poveljniki polka
- 1914: Georg Petrovic[3]